# Замбскі-Старі
Замбскі-Старі (пол. Zambski Stare) — село в Польщі, у гміні Обрите Пултуського повіту Мазовецького воєводства.
Населення — 184 особи (2011).
У 1975-1998 роках село належало до Остроленцького воєводства.

## Демографія
Демографічна структура станом на 31 березня 2011 року:
|          | Загалом | Допрацездатний вік | Працездатний вік | Постпрацездатний вік |
| -------- | ------- | ------------------ | ---------------- | -------------------- |
| Чоловіки | 99      | 22                 | 64               | 13                   |
| Жінки    | 85      | 15                 | 48               | 22                   |
| Разом    | 184     | 37                 | 112              | 35                   |